# La Despedida
La Despedida är en ort i Mexiko.   Den ligger i kommunen Riva Palacio och delstaten Chihuahua, i den nordvästra delen av landet, 1 300 km nordväst om huvudstaden Mexico City. La Despedida ligger 1 817 meter över havet och antalet invånare är 138.
Terrängen runt La Despedida är kuperad norrut, men söderut är den platt. La Despedida ligger nere i en dal. Runt La Despedida är det mycket glesbefolkat, med 3 invånare per kvadratkilometer. Närmaste större samhälle är Bustillos, 18,1 km sydväst om La Despedida. Omgivningarna runt La Despedida är i huvudsak ett öppet busklandskap.